# Abdirizak Waberi
Abdirizak Waberi (alternativa stavningar Abderisak och Abdirisak), född 7 maj 1966 i Sydjemen, är en svensk tidigare skolledare, moderat politiker och  riksdagsledamot. Han har varit vice ordförande för Federation of Islamic Organisations in Europe (FIOE) och var ordförande för Islamiska förbundet i Sverige (IFiS) till december 2010. Waberi har varit rektor för den muslimska Römosseskolan i Göteborg och åtalats för förskingring av mer än 12 miljoner kronor av skolans medel. 2022 dömdes han till fyra och ett halvt års fängelse för bland annat detta brott.

## Biografi
Abdirizak Waberi studerade ekonomi på gymnasienivå från 1981 till 1983 vid New Era Junior College, Indien. Från 1983 till 1986 studerade han ekonomi vid Aligarh Muslim University, Indien. Waberi kom till Sverige från Jemen i slutet på 1980-talet. Han var hemspråkslärare i skolor i Sundsvall och Uppsala under åren 1990 fram till 1992. Under åren 1994–1998 studerade han offentlig förvaltning vid Göteborgs universitet. 1998 var han med och grundade den muslimska friskolan Römosseskolan i föreningen Framstegsskolan i Göteborgs regi. Från 1998 till 2010 var han skolans rektor. Abdirizak Waberi blev riksdagsledamot för Moderaterna efter valet 2010. Han kandiderade inte inför riksdagsvalet 2014 utan hans uppdrag som riksdagsledamot avslutades i samband med valet 2014.
Waberi är bosatt i Angered i Göteborg, är gift och har fem barn.

## Verksamhet
År 2010–2014 var han moderat riksdagsledamot för Göteborgs kommuns valkrets på plats 333. Som nytillträdd riksdagsledamot blev Waberi suppleant i försvarsutskottet. I moderaternas försvarskommitté hade han bland annat ansvaret för Försvarshögskolan och militärhögskolorna. Waberi uteslöts sedermera ur Moderaterna på grund av sina islamistiska åsikter.
Waberi har tidigare varit ordförande för Islamiska förbundet i Sverige som tillhör Federation of Islamic Organisations in Europe där han också är vice ordförande och ansvarig för medborgarskap och PR. FIOE är en paraplyorganisation för muslimska organisationer i Europa. Muslimska brödraskapet ansåg (2012) att FIOE är deras representant i Europa och att Abdirizak Waberi företräder dem.
Waberi gjorde affärer i mångmiljonklassen med Abdel Nasser El Nadi, som varit ett framträdande namn i islamistkretsar. El Nadi klassas av Säpo som ett hot mot rikets säkerhet.
Enligt Somaliexperten Stig Jarle Hansen vid Norges miljø- og biovitenskapelige universitet driver Waberi partiet National Unity Party i Somalia, som grundats av en välkänd profil inom Muslimska Brödraskapet.
Han var 2006–2011 ordförande i organisationen Sveriges Islamiska Skolor och var rektor för den muslimska friskolan Römosseskolan i Göteborg. Under Waberis rektorsperiod fick skolan allvarlig kritik av Skolinspektionen. I juni 2021 blev Waberi avskedad från rektorstjänsten på Römosseskolan. Skolinspektionen återkallade i oktober 2021 skolans huvudman, Föreningen Framstegsskolan i Göteborgs, samtliga godkännanden att bedriva skolverksamhet.

## Fängelsedom
Den 29 april 2022 dömdes Waberi i Göteborgs tingsrätt till fängelse i fyra år och sex månader för bland annat grov förskingring när han var rektor på Römosseskolan. Sammanlagt förskingrade Waberi 12 miljoner kronor; en stor del av dessa pengar skickades till två organisationer i Somalia. Eftersom Waberi förnekade brottslighet överklagade han domen. Domen på fyra och ett halvt års fängelse för grov förskingring och grova bokföringsbrott fastställdes i december 2022 av Hovrätten för västra Sverige.